# Еміль Єллінек
Еміль Єллінек (нім. Emil Jellinek; 6 квітня 1853 — 1 січня 1918) — європейський підприємець, член правління компанії «Daimler-Motoren-Gesellschaft» у 1900—1909 роках. Син відомого рабина Адольфа Єллінека.
Визначив технічні вимоги до двигуна внутрішнього згоряння, згодом збудованому Вільгельмом Майбахом. Автомобіль, який виготовлявся фірмою, на прохання Єллінека був названий в честь Діви Марії Милосердної (фр. Maria de la Mercedes (від латинського «merces» — «дари»)), в честь якої також названі всі його діти, в числі яких добре відома донька консула[джерело?] Мерседес, і власність (яхти, будинки, готель та казино). У 1902 році ім'я «Mercedes» було зареєстровано як офіційний товарний знак.
Жив у Відні, а пізніше перебрався до Ніцци, де був генеральним консулом Австро-Угорщини.
У 1903 році отримав офіційний дозвіл змінити колишнє прізвище на Єллінек-Мерседес.